# 北方捲葉蘚
北方捲葉蘚（学名：Ulota crispa）为木靈蘚科捲葉蘚屬下的一个种。